# Pointer Radio
Pointer Radio is een radioprogramma van KRO-NCRV dat wordt uitgezonden op zondagavond op NPO Radio 1.
Het is, samen met Argos, het enige onderzoeksjournalistieke programma op de zender. De presentatie is in handen van Niels Heithuis. Het programma wordt sinds 2014 uitgezonden, aanvankelijk onder de titel Reporter Radio, en heeft een bereik van ongeveer 80 duizend luisteraars per aflevering.
Reporter Radio ontdekte in 2016 onder meer dat zwembaden onvoldoende onderhoud plegen aan roestvrijstalen constructies en deed onderzoek naar de Monsanto Papers.
In januari 2021 werd de titel van het programma gewijzigd in Pointer Radio, samenhangend met het onderzoeksjournalistieke platform Pointer.